# Starfish Prime

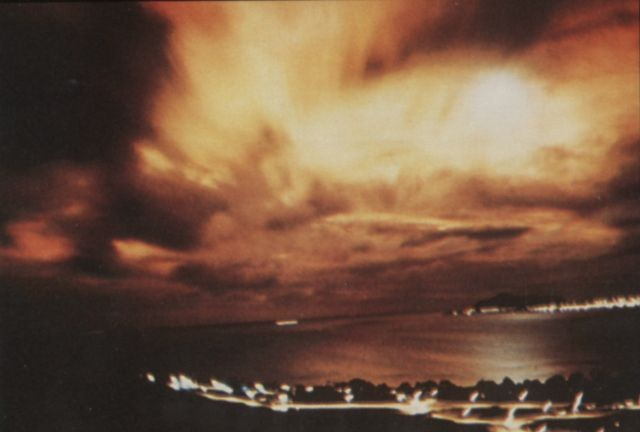
O flash criado pela explosão visto através da cobertura de nuvens pesadas de Honolulu, 1 450 km (900 mi) de distância

Starfish Prime foi um teste nuclear de alta altitude conduzido pelos Estados Unidos, um esforço conjunto da Comissão de Energia Atômica (AEC) e da Agência de Apoio Atômico de Defesa. Foi lançado do Atol Johnston em 9 de julho de 1962 e foi o maior teste nuclear realizado no espaço sideral e um dos cinco realizados pelos EUA no espaço.
Um foguete Thor carregando uma ogiva termonuclear W49 (projetada no Laboratório Científico de Los Alamos) e um Mk. 2 veículo de reentrada foi lançado de Johnston Atoll no Oceano Pacífico, cerca de 1 450 km (900 mi) a oeste-sudoeste do Havaí. A explosão ocorreu a uma altitude de 250 mi (400 km), acima de um ponto 19 mi (31 km) sudoeste do Atol Johnston. Teve um rendimento de 1,4 Mt (5,9 PJ). A explosão foi cerca de 10° acima do horizonte vista do Havaí, às 23h, horário do Havaí.(p3)

## Operação Aquário
O teste Starfish foi um dos cinco testes de alta altitude agrupados como Operação Fishbowl dentro da maior Operação Dominic, uma série de testes em 1962 iniciada em resposta ao anúncio soviético em 30 de agosto de 1961, que terminaria uma moratória de três anos em testes.

Em 1958, os Estados Unidos concluíram seis testes nucleares de alta altitude que produziram muitos resultados inesperados e levantaram muitas novas questões. De acordo com o Relatório Interino do Oficial de Projetos do Governo dos EUA sobre o projeto Starfish Prime:
Testes nucleares de alta altitude anteriores: YUCCA, TEAK e ORANGE, além dos três tiros ARGUS foram mal instrumentados e executados às pressas. Apesar dos estudos completos dos escassos dados, os modelos atuais dessas explosões são incompletos e provisórios. Esses modelos são muito incertos para permitir a extrapolação para outras altitudes e rendimentos com alguma confiança. Assim, há uma forte necessidade, não apenas de melhor instrumentação, mas de testes adicionais cobrindo uma variedade de altitudes e rendimentos.
O teste Starfish foi originalmente planejado como o segundo da série Fishbowl, mas o primeiro lançamento ( Bluegill ) foi perdido pelo equipamento de rastreamento de radar e teve que ser destruído em voo.  :247
A tentativa inicial de lançamento da Starfish em 20 de junho também foi abortada em voo, desta vez devido a falha do veículo de lançamento Thor. O míssil Thor voou uma trajetória normal por 59 segundos; então o motor do foguete parou e o míssil começou a se desfazer. O oficial de segurança ordenou a destruição do míssil e da ogiva. O míssil estava entre 30 000 e 35 000 ft (9 100 e 10 700 m) em altitude quando foi destruído. Partes do míssil e alguma contaminação radioativa caíram sobre Johnston Atoll e nas proximidades de Sand Island e no oceano circundante.

## Explosão

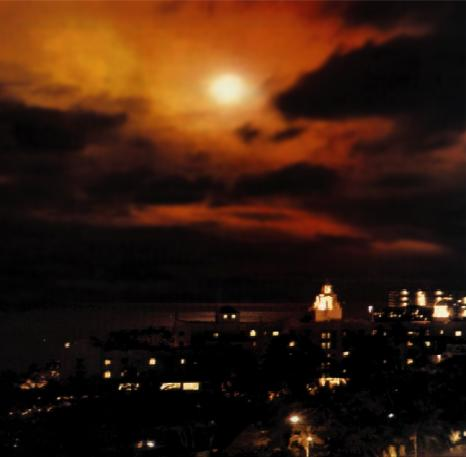
Outra visão do Starfish Prime através de uma nuvem fina, vista de Honolulu

Em 9 de julho de 1962, às 09h00min09 Hora Universal Coordenada (23h00min09 em 8 de julho de 1962, horário de Honolulu), o teste Starfish Prime foi detonado a uma altitude de 400 km (250 mi). As coordenadas da detonação foram 16° 28′ N, 169° 38′ O

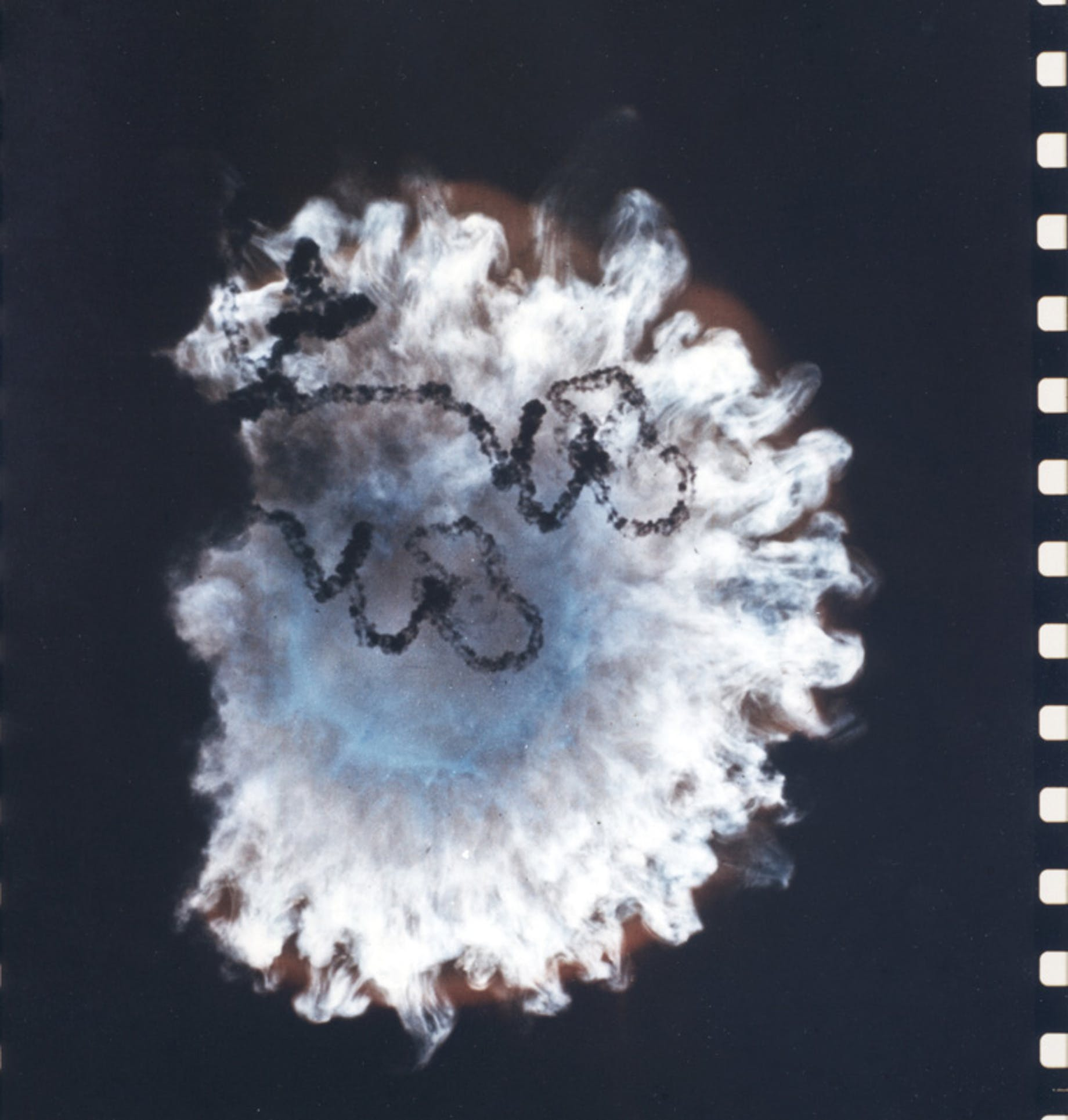
Quadro do Teste Nuclear Starfish Prime

O Starfish Prime causou um pulso eletromagnético (EMP) muito maior do que o esperado, muito maior que tirou grande parte da instrumentação da escala, causando grande dificuldade em obter medições precisas. O pulso eletromagnético Starfish Prime também tornou esses efeitos conhecidos do público, causando danos elétricos no Havaí, cerca de 1 450 km (900 mi) do ponto de detonação, apagando cerca de 300 postes de luz,(p5) acionando vários alarmes contra roubo e danificando um link de microondas da companhia telefônica. O dano EMP ao link de microondas encerrou as chamadas telefônicas de Kauai para as outras ilhas havaianas. O rendimento real da arma ficou muito próximo do rendimento do projeto, que várias fontes definiram em valores diferentes na faixa de 1,4 a 1,45 Mt (5,9 a 6,1 PJ). A ogiva nuclear detonou 13 minutos e 41 segundos após a decolagem do míssil Thor do Atol Johnston.
Um total de 27 pequenos foguetes foram lançados do Atol Johnston para obter dados experimentais da detonação do Starfish Prime. Além disso, um grande número de instrumentos lançados por foguetes foram lançados de Barking Sands, Kauai, nas ilhas havaianas.
Um grande número de navios e aeronaves militares dos Estados Unidos estavam operando em apoio ao Starfish Prime na área de Johnston Atoll e em toda a região próxima do Pacífico Norte.
Alguns navios e aeronaves militares também foram posicionados na região do Oceano Pacífico Sul, perto das Ilhas Samoa. Esta localização foi no extremo sul da linha de campo magnético do campo magnético da Terra a partir da posição da detonação nuclear, uma área conhecida como "região conjugada do sul" para o teste. Um navio expedicionário científico não convidado da União Soviética estava estacionado perto do Atol Johnston para o teste, e outro navio expedicionário científico soviético estava na região conjugada do sul, perto das Ilhas Samoa.
Após a detonação do Starfish Prime, foram observadas auroras brilhantes na área de detonação, bem como na região conjugada sul do outro lado do equador da detonação. De acordo com um dos primeiros relatórios técnicos:

Os fenômenos visíveis devido à explosão foram generalizados e bastante intensos; uma área muito grande do Pacífico foi iluminada pelos fenômenos aurorais, do extremo sul da área conjugada magnética sul (Tongatapu) através da área de explosão até o extremo norte da área conjugada norte (French Frigate Shoals )... No crepúsculo após a explosão, a dispersão ressonante da luz de lítio e outros detritos foi observada em Johnston e French Frigate Shoals por muitos dias, confirmando a presença de longa data de detritos na atmosfera. Um efeito colateral interessante foi que a Força Aérea Real da Nova Zelândia foi auxiliada em manobras anti-submarino pela luz da bomba.
De acordo com o veterano atômico americano Cecil R. Coale, alguns hotéis no Havaí ofereceram festas de "bomba arco-íris" em seus telhados para o Starfish Prime, contradizendo alguns relatos de que a aurora artificial foi inesperada.
"Um 'Quick Look' nos resultados técnicos do Starfish Prime" (agosto de 1962) afirma:

Em Kwajalein, 1 400 milhas [náuticas] [2 600 km; 1 600 mi] a oeste, um denso nublado estendeu o comprimento do horizonte leste a uma altura de 5 ou 8 graus. Às 09h00 GMT, um clarão branco brilhante atravessou as nuvens, mudando rapidamente para uma bola de irradiação verde em expansão que se estendia para o céu claro acima do nublado. De sua superfície saíam grandes dedos brancos, semelhantes a nuvens cirro-stratus, que se elevavam a 40 graus acima do horizonte em arcos arrebatadores que se voltavam para baixo em direção aos pólos e desapareciam em segundos para serem substituídos por espetaculares cirros concêntricos semelhantes a anéis saindo da explosão em tremenda velocidade inicial, finalmente parando quando o anel mais externo estava 50 graus acima. Eles não desapareceram, mas persistiram em um estado de quietude congelada. Tudo isso ocorreu, eu julgaria, em 45 segundos. À medida que a luz arroxeada se transformou em magenta e começou a desaparecer no ponto de explosão, um brilho vermelho brilhante começou a se desenvolver no horizonte em uma direção de 50 graus ao norte do leste e simultaneamente 50 graus ao sul do leste, expandindo para dentro e para cima até todo o leste. o céu era um semicírculo vermelho e apagado, 100 graus de norte a sul e a meio caminho do zênite, obliterando algumas das estrelas menores. Essa condição, intercalada com tremendos arco-íris brancos, persistiu não menos que noventa minutos.
Na hora zero em Johnston, ocorreu um flash branco, mas assim que alguém conseguiu remover seus óculos, nenhuma luz intensa estava presente. Um segundo após o tiro, um disco vermelho manchado foi observado diretamente acima e cobriu o céu até cerca de 45 graus do zênite. Geralmente, a região mosqueada vermelha foi mais intensa nas porções orientais. Ao longo da linha magnética norte-sul através da explosão, uma faixa amarelo-esbranquiçada se estendia e crescia para o norte próximo ao zênite. A largura da região com listras brancas cresceu de alguns graus em alguns segundos para cerca de 5 a 10 graus em 30 segundos. O crescimento da região auroral ao norte foi pela adição de novas linhas que se desenvolveram de oeste para leste. As flâmulas da aurora branco-amarelo recuaram do horizonte para o norte e cresceram para o sul e em cerca de 2 minutos as faixas branco-amarelo ainda tinham cerca de 10 graus de largura e se estendiam principalmente do zênite próximo ao sul. Por cerca de dois minutos, a região do disco vermelho havia completado o desaparecimento no oeste e estava desaparecendo rapidamente na porção leste do disco superior. Aos 400 segundos, essencialmente, todos os principais fenômenos visíveis haviam desaparecido, exceto possivelmente por um leve brilho vermelho ao longo da linha norte-sul e no horizonte ao norte. Nenhum som foi ouvido no Atol Johnston que pudesse ser definitivamente atribuído à detonação.

Fortes sinais eletromagnéticos foram observados a partir da explosão, assim como distúrbios significativos do campo magnético e correntes de terra.
Um relatório de 2006 descreveu as medições de partículas e campo da cavidade diamagnética Starfish e o fluxo beta injetado no cinturão de radiação artificial. Essas medições descrevem a explosão de 0,1 milissegundos para 16 minutos após a detonação.

## Depois dos efeitos
Enquanto algumas das partículas betas energéticas seguiram o campo magnético da Terra e iluminaram o céu, outros elétrons de alta energia ficaram presos e formaram cinturões de radiação ao redor da Terra. Havia muita incerteza e debate sobre a composição, magnitude e potenciais efeitos adversos da radiação aprisionada após a detonação. Os armadores ficaram bastante preocupados quando três satélites em órbita baixa da Terra foram desativados. Estes incluíam TRAAC e Transit 4B. A meia-vida dos elétrons energéticos era de apenas alguns dias. Na época, não se sabia que os fluxos de partículas solares e cósmicas variavam por um fator de 10, e as energias podiam exceder 1 MeV (0.16 pJ). Nos meses que se seguiram, esses cinturões de radiação feitos pelo homem acabaram causando a falha de seis ou mais satélites, pois a radiação danificou seus painéis solares ou eletrônicos, incluindo o primeiro satélite comercial de comunicação de retransmissão, Telstar, bem como o primeiro satélite do Reino Unido, Ariel 1. Detectores em Telstar, TRAAC, Injun e Ariel 1 foram usados para medir a distribuição da radiação produzida pelos testes.
Em 1963, foi relatado que Starfish Prime havia criado um cinturão de elétrons MeV. Em 1968, foi relatado que alguns elétrons da Starfish permaneceram na atmosfera por 5 anos.

## Descobertas científicas resultantes
A bomba Starfish continha Cd-109 como rastreador, o que ajudou a determinar a taxa de mistura sazonal das massas de ar polar e tropical.
- Lista de cinturões de radiação artificial
- Lista de testes de armas nucleares